# اچ‌ام‌ای‌اس کوکابورا
اچ‌ام‌ای‌اس کوکابورا (به انگلیسی: HMAS Kookaburra) یک کشتی بود که طول آن ۱۶۰ فوت (۴۹ متر) بود. این کشتی در سال ۱۹۳۸ ساخته شد.